# Marele Premiu al Japoniei din 2022
Marele Premiu al Japoniei din 2022 (cunoscut oficial ca Formula 1 Honda Japanese Grand Prix 2022) a fost o cursă auto de Formula 1 ce s-a desfășurat între 7-9 octombrie 2022 pe Circuitul Suzuka din Suzuka, Japonia. Aceasta a fost cea de-a optsprezecea rundă a Campionatului Mondial de Formula 1 din 2022.
Max Verstappen și-a asigurat al doilea titlu mondial după ce a terminat cursa pe primul loc, în fața lui Sergio Pérez și Charles Leclerc. În ciuda faptului că doar 28 dintre cele 53 de tururi programate au fost parcurse, au fost acordate puncte complete din cauza unei lacune în regulament privind modul în care ar trebui alocate punctele, regulile precizând că punctele reduse ar trebui acordate numai în cursele scurte care se termină în condiții de steag roșu. Întrucât această cursă s-a încheiat în condiții de steag verde, acest sistem nu a fost aplicat. Textul regulamentului sportiv a fost modificat ulterior pentru 2023, astfel încât cursele care ajung la mai puțin de 75% din distanță să aplice criteriile de puncte de cursă scurtată, indiferent dacă o cursă se termină în condiții de steag roșu sau verde în viitor.

## Calificări
După calificări, Max Verstappen a primit o mustrare de către comisari pentru un incident din Q3, care a implicat pierderea controlului mașinii, ce l-a forțat pe Lando Norris să manevreze în jurul lui Verstappen în virajul 130R. Nu a fost emisă nicio penalizare pe grilă.
| Poz.                  | Nr. | Pilot            | Constructor                  | Timpi calificări | Timpi calificări | Timpi calificări | Grila finală |
| Poz.                  | Nr. | Pilot            | Constructor                  | Q1               | Q2               | Q3               | Grila finală |
| --------------------- | --- | ---------------- | ---------------------------- | ---------------- | ---------------- | ---------------- | ------------ |
| 1                     | 1   | Max Verstappen   | Red Bull Racing-RBPT         | 1:30,224         | 1:30,346         | 1:29,304         | 1            |
| 2                     | 16  | Charles Leclerc  | Ferrari                      | 1:30,402         | 1:30,486         | 1:29,314         | 2            |
| 3                     | 55  | Carlos Sainz Jr. | Ferrari                      | 1:30,336         | 1:30,444         | 1:29,361         | 3            |
| 4                     | 11  | Sergio Pérez     | Red Bull Racing-RBPT         | 1:30,622         | 1:29,925         | 1:29,709         | 4            |
| 5                     | 31  | Esteban Ocon     | Alpine-Renault               | 1:30,696         | 1:30,357         | 1:30,165         | 5            |
| 6                     | 44  | Lewis Hamilton   | Mercedes                     | 1:30,906         | 1:30,443         | 1:30,261         | 6            |
| 7                     | 14  | Fernando Alonso  | Alpine-Renault               | 1:30,603         | 1:30,343         | 1:30,322         | 7            |
| 8                     | 63  | George Russell   | Mercedes                     | 1:30,865         | 1:30,465         | 1:30,389         | 8            |
| 9                     | 5   | Sebastian Vettel | Aston Martin Aramco-Mercedes | 1:31,256         | 1:30,656         | 1:30,554         | 9            |
| 10                    | 4   | Lando Norris     | McLaren-Mercedes             | 1:30,881         | 1:30,473         | 1:31,003         | 10           |
| 11                    | 3   | Daniel Ricciardo | McLaren-Mercedes             | 1:30,880         | 1:30,659         | N/A              | 11           |
| 12                    | 77  | Valtteri Bottas  | Alfa Romeo-Ferrari           | 1:31,226         | 1:30,709         | N/A              | 12           |
| 13                    | 22  | Yuki Tsunoda     | AlphaTauri-RBPT              | 1:31,130         | 1:30,808         | N/A              | 13           |
| 14                    | 24  | Zhou Guanyu      | Alfa Romeo-Ferrari           | 1:30,894         | 1:30,953         | N/A              | 14           |
| 15                    | 47  | Mick Schumacher  | Haas-Ferrari                 | 1:31,152         | 1:31,439         | N/A              | 15           |
| 16                    | 23  | Alexander Albon  | Williams-Mercedes            | 1:31,311         | N/A              | N/A              | 16           |
| 17                    | 10  | Pierre Gasly     | AlphaTauri-RBPT              | 1:31,322         | N/A              | N/A              | PL           |
| 18                    | 20  | Kevin Magnussen  | Haas-Ferrari                 | 1:31,352         | N/A              | N/A              | 17           |
| 19                    | 18  | Lance Stroll     | Aston Martin Aramco-Mercedes | 1:31,419         | N/A              | N/A              | 18           |
| 20                    | 6   | Nicholas Latifi  | Williams-Mercedes            | 1:31,511         | N/A              | N/A              | 19           |
| Regula 107%: 1:36,539 |     |                  |                              |                  |                  |                  |              |
| Sursa:                |     |                  |                              |                  |                  |                  |              |

Note
- ^1 – Pierre Gasly s-a calificat pe locul 17, dar a fost nevoit să înceapă cursa de pe linia boxelor din cauza modificărilor aduse ansamblului aripei spate, balastului aripei față și configurației suspensiei.[3]
- ^2 – Nicholas Latifi a primit o penalizare de cinci locuri pe grilă pentru că a provocat o coliziune cu Zhou Guanyu în runda anterioară.[4] A câștigat o poziție, deoarece Gasly trebuia să înceapă cursa de pe linia boxelor.[3]

## Cursă
Cursa a început la ora locală 14:00, pe 9 octombrie 2022, sub o ploaie torențială și a fost suspendată cu steag roșu în turul 2 după ce pilotul Carlos Sainz Jr. a pierdut controlul mașinii și a acvaplanat în bariere. Cursa a fost reluată la ora locală 16:15 în spatele mașinii de siguranță.
| Poz.                                                                      | Nr. | Pilot            | Constructor                  | Tururi | Timp/Retras | Grilă | Puncte |
| ------------------------------------------------------------------------- | --- | ---------------- | ---------------------------- | ------ | ----------- | ----- | ------ |
| 1                                                                         | 1   | Max Verstappen   | Red Bull Racing-RBPT         | 28     | 3:01:44,004 | 1     | 25     |
| 2                                                                         | 11  | Sergio Pérez     | Red Bull Racing-RBPT         | 28     | +27,066     | 4     | 18     |
| 3                                                                         | 16  | Charles Leclerc  | Ferrari                      | 28     | +31,763     | 2     | 15     |
| 4                                                                         | 31  | Esteban Ocon     | Alpine-Renault               | 28     | +39,685     | 5     | 12     |
| 5                                                                         | 44  | Lewis Hamilton   | Mercedes                     | 28     | +40,326     | 6     | 10     |
| 6                                                                         | 5   | Sebastian Vettel | Aston Martin Aramco-Mercedes | 28     | +46,358     | 9     | 8      |
| 7                                                                         | 14  | Fernando Alonso  | Alpine-Renault               | 28     | +46,369     | 7     | 6      |
| 8                                                                         | 63  | George Russell   | Mercedes                     | 28     | +47,661     | 8     | 4      |
| 9                                                                         | 6   | Nicholas Latifi  | Williams-Mercedes            | 28     | +1:10,143   | 19    | 2      |
| 10                                                                        | 4   | Lando Norris     | McLaren-Mercedes             | 28     | +1:10,782   | 10    | 1      |
| 11                                                                        | 3   | Daniel Ricciardo | McLaren-Mercedes             | 28     | +1:12,877   | 11    |        |
| 12                                                                        | 18  | Lance Stroll     | Aston Martin Aramco-Mercedes | 28     | +1:13,904   | 18    |        |
| 13                                                                        | 22  | Yuki Tsunoda     | AlphaTauri-RBPT              | 28     | +1:15,599   | 13    |        |
| 14                                                                        | 20  | Kevin Magnussen  | Haas-Ferrari                 | 28     | +1:26,016   | 17    |        |
| 15                                                                        | 77  | Valtteri Bottas  | Alfa Romeo-Ferrari           | 28     | +1:26,496   | 12    |        |
| 16                                                                        | 24  | Zhou Guanyu      | Alfa Romeo-Ferrari           | 28     | +1:27,043   | 14    |        |
| 17                                                                        | 47  | Mick Schumacher  | Haas-Ferrari                 | 28     | +1:32,523   | 15    |        |
| 18                                                                        | 10  | Pierre Gasly     | AlphaTauri-RBPT              | 28     | +1:48,091   | PL    |        |
| Ab                                                                        | 55  | Carlos Sainz Jr. | Ferrari                      | 0      | Accident    | 3     |        |
| Ab                                                                        | 23  | Alexander Albon  | Williams-Mercedes            | 0      | Avarii      | 16    |        |
| Cel mai rapid tur: Zhou Guanyu (Alfa Romeo-Ferrari) – 1:44,411 (turul 20) |     |                  |                              |        |             |       |        |
| Sursa:                                                                    |     |                  |                              |        |             |       |        |

Note
- ^1 – Distanța cursei a fost programată inițial să fie parcursă pentru 53 de tururi, înainte de a fi scurtată din cauza unui steag roșu.[5]
- ^2 – Charles Leclerc a terminat pe locul doi, dar a primit o penalizare de cinci secunde pentru că a părăsit pista și a câștigat un avantaj.[5]
- ^3 – Pierre Gasly a terminat pe locul 17, dar a primit o penalizare de drive-through (convertită într-o penalizare de timp de 20 de secunde după cursă) pentru viteză excesivă în condiții de steag roșu.[5]

## Clasamentele campionatelor după cursă
|        | Poz. | Pilot            | Pct. |
| ------ | ---- | ---------------- | ---- |
|        | 1    | Max Verstappen   | 366  |
| 1      | 2    | Sergio Pérez     | 253  |
| 1      | 3    | Charles Leclerc  | 252  |
|        | 4    | George Russell   | 207  |
|        | 5    | Carlos Sainz Jr. | 202  |
| Sursa: |      |                  |      |

|        | Poz. | Constructor          | Pct. |
| ------ | ---- | -------------------- | ---- |
|        | 1    | Red Bull Racing-RBPT | 619  |
|        | 2    | Ferrari              | 454  |
|        | 3    | Mercedes             | 387  |
| 1      | 4    | Alpine-Renault       | 143  |
| 1      | 5    | McLaren-Mercedes     | 130  |
| Sursa: |      |                      |      |

- Notă: Doar primele cinci locuri sunt prezentate în ambele clasamente.
- Textul îngroșat indică concurenții care mai aveau șansa teoretică de a deveni Campion Mondial.